# Ministerio de Planificación, Presupuesto y Gestión (Brasil)
El Ministerio de Planificación de Brasil ha tenido diferentes nombres en su corta historia. Creado en 1962, recibió el nombre de Ministério Extraordinário do Planejamento. En 1964 se suprimió y meses después volvió a crearse con el nombre de Ministério Extraordinário do Planejamento e Coordenação Econômica. Desde el 12 de mayo de 2016, bajo la presidencia de Michel Temer ha sido oficialmente denominado Ministério do Planejamento, Desenvolvimento e Gestão (MP).
Es un ministerio del Gobierno federal de Brasil. Su función es planificar la economía del país, el seguimiento de la administración gubernamental, planear costes, analizar la viabilidad de proyectos, controlar los presupuestos, liberar fondos para estados federales y proyectos del gobierno.

## Historia
Creado en 1962, durante el gobierno João Goulart, fue cerrado poco más de un año después, el 31 de marzo de 1964, habiendo sido su único ministro en este período Celso Furtado. El único programa lanzado por este ministerio se denominó Plan Trienal.
Algunos meses después, a finales de 1964, fue reabierto por el Gobierno de Castelo Branco, habiendo sido su primer ministro en ese período Roberto Campos. El primer programa de esta nueva fase del ministerio se llamó 'Programa de Acción Económica del Gobierno' (PAEG).

## Áreas de competencia
Las áreas de competencia del ministerio son:
- Participación en la formulación de la planificación estratégica nacional;
- Evaluación de los impactos socioeconómicos de las políticas y programas del Gobierno federal y elaboración de estudios especiales para la reformulación de políticas;
- Realización de estudios e investigaciones para acompañamiento de la coyuntura socioeconómica y gestión de los sistemas cartográficos y estadísticos nacionales;
- Elaboración, acompañamiento y evaluación de las leyes de iniciativa del Poder Ejecutivo federal previstas en el artículo 165 de la Constitución;
- Estudio de la viabilidad de nuevas fuentes de recursos para los planes de gobierno;
- Coordinación de la gestión de asociaciones público-privadas;
- Formulación de directrices, coordinación de las negociaciones, acompañamiento y evaluación de la financiación externa de proyectos públicos, organismos multilaterales y agencias gubernamentales;
- Coordinación y gestión de los sistemas de planificación y presupuesto federal, de personal civil, de administración de recursos de la información e informática y de servicios generales, así como de las acciones de organización y modernización administrativa del Gobierno federal;
- Formulación de directrices, coordinación y definición de criterios de gobierno corporativo de las empresas estatales federales;
- Administración patrimonial;
- Política y directrices para modernización de la administración pública federal.

## Entidades y órganos subordinados
- Escuela Nacional de Administración Pública (ENAP)
- Instituto Brasileño de Geografía y Estadística (IBGE)
- Fundación Instituto de Encuesta Económica Aplicada (IPEA)
- Secretaría de Presupuesto Federal (SOF)